# Barcheston
Barcheston – wieś w Anglii, w hrabstwie Warwickshire, w dystrykcie Stratford-on-Avon. Leży 28 km na południe od miasta Warwick i 118 km na północny zachód od Londynu.